# برکوتوو
برکوتوو (انگلیسی: Berkutovo) یک شهرک در شهرستان کوگارچینسکی جمهوری باشقیرستان در کشور روسیه است.